# Luc Guinard
Luc Guinard, né  en 1958, est un joueur de dames français, grand maître international et champion de France à trois reprises.
Il apprend à jouer à l'âge de six ans et s'inscrit dans un club à quinze ans. Il participe aux championnats du monde junior 1975, 1976 et 1977 puis à trois championnats du monde sénior, où son meilleur résultat est 5e en 1982. Auteur d'un livre, il a aussi tenu la chronique de dames de tous les numéros de Jeux et Stratégie entre 1980 et 1990.

## Palmarès
- Grand maître international en 1983 à la suite de son premier mondial ;
- Champion de France en 1981 à Nantes ;
- Champion de France en 1983 à La Chapelle-d'Armentières ;
- Champion de France en 1985 à Compiègne ;
- Trois participations aux championnats du monde, en 1982, 1984 et 1986 : 5e en 1982.

Il est à noter que Luc Guinard travaillait en parallèle en tant que gardien dans une société d'assurance et utilisait la totalité de ses congés pour participer à des compétitions, si bien qu'il ne participait au championnat de France qu'un an sur deux, lorsqu'il n'y avait pas de championnat du monde.